# 3164 Prast
3164 Prast eller 6562 P-L är en asteroid i huvudbältet som upptäcktes den 24 september 1960 av den nederländsk-amerikanske astronomen Tom Gehrels och det nederländska astronomparet Ingrid van Houten-Groeneveld och Cornelis Johannes van Houten vid Palomarobservatoriet. Den är uppkallad efter Martin Prast.
Asteroiden har en diameter på ungefär 19 kilometer och den tillhör asteroidgruppen Themis.